# SilverBowl
Il Silverbowl è la finale del campionato nazionale italiano di serie A2 di football americano. La vincente guadagna, quando il regolamento del campionato lo prevede, l'accesso alla fase finale del campionato di serie A1. Dal momento della scissione federale del 2008 il Silverbowl è rimasto alla Federazione Italiana Football come finale del suo campionato di secondo livello, la Silver League.

## Albo d'oro

### SilverBowl
| Anno      | Numero        | Luogo                 | Incontro                                | Risultato     |
| 1985      | I             | Modena                | Vikings Bollate - Gladiatori Roma       | 15-14         |
| 1986      | II            | San Pellegrino        | Redskins Verona - Dolphins Ancona       | 27-13         |
| 1987-1990 | Non disputato | Non disputato         | Non disputato                           | Non disputato |
| 1991      | III           | Firenze               | Aquile Ferrara - Apaches Firenze        | 34-7          |
| 1992      | IV            | Padova                | Saints Padova - Mad Bulls Trani         | 54-12         |
| 1993      | V             | Cernusco Sul Naviglio | Blackhawks Cernusco - Jets Bolzano      | 36-30         |
| 1994      | VI            | Bolzano               | New Giants Bolzano - Marlins Rimini     | 26-20         |
| 1995      | VII           | Ferrara               | Aquile Ferrara - Lumberjacks Fiuggi     | 34-8          |
| 1996      | VIII          | Roma                  | Nightmare Piacenza - Elephants Catania  | 35-20         |
| 1997      | IX            | Piacenza              | Nightmare Piacenza - Springjacks Fiuggi | 21-20         |
| 1998-2001 | Non disputato | Non disputato         | Non disputato                           | Non disputato |
| 2002      | X             | Cesenatico            | Titans Romagna - Guelfi Firenze         | 26-20         |
| 2003      | XI            | Civitanova Marche     | Seagulls Salerno - Aquile Ferrara       | 15-37         |
| 2004      | XII           | Firenze               | Elephants Catania - Panthers Parma      | 13-44         |
| 2005      | XIII          | Firenze               | Guelfi Firenze - Briganti Napoli        | 47-21         |
| 2006      | XIV           | Reggio Emilia         | Hogs Reggio Emilia - Skorpions Varese   | 40-12         |
| 2007      | XV            | Celle Ligure          | Hogs Reggio Emilia - Guelfi Firenze     | 40-13         |

### Snow Bowl
Tra il 1998 e il 2001 la Winter League è stata il campionato di secondo livello, pertanto la sua finale - denominata Snow Bowl - sostituì il SilverBowl.
| Anno | Numero | Luogo     | Incontro                            | Risultato |
| 1998 | VII    | Correggio | Hogs Reggio Emilia - Marines Ostia  | 40-29     |
| 1999 | VIII   | Milano    | Skorpions Varese - Etruschi Livorno | 35-26     |
| 2000 | IX     | Milano    | Kings Gallarate - Guelfi Firenze    | 30-25     |
| 2001 | X      | Milano    | Titans Romagna - Kings Gallarate    | 50-38     |

### Italian Bowl LENAF
In seguito alla scissione federale del 2008 il nome "SilverBowl" rimase di proprietà della FIF. La LeNAF, affiliata a FIDAF, istituì perciò una propria finale denominata "Italian Bowl".
| Anno | Numero | Luogo  | Incontro                           | Risultato |
| 2008 | I      | Rimini | Barbari Roma Nord - Titans Romagna | 44-16     |
| 2009 | II     | Forlì  | Barbari Roma Nord - Sharks Palermo | 32-6      |
| 2010 | III    | Padova | Barbari Roma Nord - Guelfi Firenze | 14-12     |
| 2011 | IV     | Torino | Lions Bergamo - Titans Romagna     | 15-6      |

### Silverbowl FIDAF
A partire dal 2016, avendo la FIF chiuso le attività, il nome "Silverbowl" è passato in uso alla FIDAF, che ha denominato in questo modo la finale del campionato di Seconda Divisione (precedentemente chiamata "Italian Bowl", nome a sua volta passato a indicare la finale di Prima Divisione in seguito a una controversia con la NFL sull'uso del nome "Superbowl Italiano") continuando la numerazione dal numero 23 (quindi considerando nel conteggio anche le finali disputate fra il 2012 e il 2015).
| Anno | Numero        | Luogo              | Incontro                                | Risultato     |
| 2012 | XIX           | Torino             | Barbari Roma Nord - Grizzlies Roma      | 28 - 13       |
| 2013 | XX            | Mirabilandia       | Grizzlies Roma - Lions Bergamo          | 16 - 7        |
| 2014 | XXI           | Mirano             | Grizzlies Roma - Elephants Catania      | 21 - 14       |
| 2015 | XXII          | Milano             | Hogs Reggio Emilia - Blacks Rivoli      | 28 - 0        |
| 2016 | XXIII         | Cesena             | U.T.A. Forlì-Pesaro - Barbari Roma Nord | 23 - 13       |
| 2017 | XXIV          | Vicenza            | Hogs Reggio Emilia - Blackbills         | 29 - 35       |
| 2018 | XXV           | Parma              | Warriors Bologna - Pretoriani Roma      | 30 - 14       |
| 2019 | XXVI          | Sesto San Giovanni | Rhinos Milano - Pretoriani Roma         | 24 - 21       |
| 2020 | Non disputato | Non disputato      | Non disputato                           | Non disputato |
| 2021 | XXVII         | Piacenza           | Vipers Modena - Giaguari Torino         | 41 - 14       |
| 2022 | XXVIII        | Milano             | Skorpions Varese - Lions Bergamo        | 35 - 21       |
| 2023 | XXIX          | Reggio Emilia      | Lions Bergamo - Aquile Ferrara          | 29-22         |
| 2024 | XXX           | Ravenna            | Vipers Modena - Aquile Ferrara          | 24 - 3        |
| 2025 | XXXI          | Cecina             | Saints Padova - Elephants Catania       |               |

### Silverbowl FIF
| Anno        | Numero        | Luogo         | Incontro                                                 | Risultato     |
| 2009        | XVI           | Cercola       | Briganti Napoli - Ravens Imola                           | 34-14         |
| 2010        | XVII          | Pontremoli    | American Felix Molinella - Cavaliers Castelfranco Veneto | 10-26         |
| 2011        | XVIII         | Vedano Olona  | Skorpions Varese - Raptors Canavese                      | 28-6          |
| 2012 - 2015 | Non disputato | Non disputato | Non disputato                                            | Non disputato |

## Presenze al Silverbowl
- 5 Hogs Reggio Emilia (4-1)
- 5 Barbari Roma Nord (4-1)
- 5 Titans Romagna (3-2)
- 5 Guelfi Firenze (1-4)
- 4 Aquile Ferrara (3-1)
- 3 Lions Bergamo (2-1)
- 3 Grizzlies Roma (2-1)
- 3 Elephants Catania (0-3)
- 2 Nightmare Piacenza (2-0)
- 2 Blacks Rivoli (1-1)
- 2 Kings Gallarate (1-1)
- 2 Skorpions Varese (1-1)
- 2 Lumberjacks Fiuggi (0-2; una come Springjacks Fiuggi)
- 1 Vipers Modena (1-0)
- 1 Skorpions Varese (1-0)
- 1 Rhinos Milano (1-0)
- 1 Warriors Bologna (1-0)
- 1 Panthers Parma (1-0)
- 1 New Giants Bolzano (1-0)
- 1 Blackhawks Cernusco (1-0)
- 1 Saints Padova (1-0)
- 1 Redskins Verona (1-0)
- 1 Vikings Bollate (1-0)
- 1 Giaguari Torino (0-1)
- 1 Sharks Palermo (0-1)
- 1 Etruschi Livorno (0-1)
- 1 Marines Ostia (0-1)
- 1 Briganti Napoli (0-1)
- 1 Seagulls Salerno (0-1)
- 1 Marlins Rimini (0-1)
- 1 Jets Bolzano (0-1)
- 1 Mad Bulls Trani (0-1)
- 1 Apaches Firenze (0-1)
- 1 Dolphins Ancona (0-1)
- 1 Gladiatori Roma (0-1)
- 1 Pretoriani Roma (0-1)